# El Tigre Millán
El Tigre Millán es un tango que fue estrenado en 1934 con letra y música de Francisco Canaro; hay versiones que lo vinculan con un personaje real y en uno de los puentes de acceso a la ciudad de Buenos Aires hay un monumento inspirado en este tango.
El tango fue estrenado el 17 de marzo de 1934 junto con otros temas en la comedia musical de Francisco Canaro La canción de los barrios, en el Teatro Sarmiento, desaparecido en 1937 para la construcción de la Avenida 9 de Julio. Ese mismo año, Canaro registró con su orquesta y la voz de Ernesto Famá dos versiones del tango, una el 30 de abril y otra el 22 de mayo.

## El autor
Francisco Canaro es el nombre artístico de Francisco Canarozzo (San José de Mayo, Uruguay, 26 de noviembre de 1888 — Buenos Aires, 14 de diciembre de 1964), que fue un compositor de tangos, violinista y director de orquesta de larga actuación en Argentina, país en el cual se nacionalizó. Algunas de sus tangos que se recuerdan son Sentimiento gaucho, Yo no sé que me han hecho tus ojos (1933), Madreselva (1931),  Adiós Pampa mía (1945), La última copa, Soñar y nada más, Destellos (1942) y Se dice de mí (1943).

## El personaje
Canaro describe el aspecto físico del personaje de su obra como “picao de viruela, bastante morocho, encrespao el pelo lo mismo que mota, un hondo barbijo a su cara rota…bien fornido y fuerte…no…bien parecido”.

## Historia
Hay varias versiones sobre el origen del tango y Canaro jamás se esforzó en dar sobre el asunto una aclaración que le haría perder su condición de misterio y de mito. Una versión es que por el año 1900 vivió en el barrio de Barracas un hombre que trabajaba de peón en un frigorífico, cumplidor en su empleo y frecuentador de las milongas, pero con una fama de malevo que había originado su apodo de Tigre Millán, (aunque ese no era su apellido). La versión indica que para bailar el hombre siempre elegía a la misma mujer, que además de ser la mejor bailarina era la amante de un jefe policial de La Boca; la joven comentó a este último que no le gustaba bailar con el Tigre porque iba al baile sucio, con el olor de su trabajo, con la misma ropa. El policía envió dos subordinados vestidos de civil que una noche atacaron al Tigre para asustarlo pero cuando este sacó un facón para defenderse lo mataron de dos tiros. Dice la versión que cuando en sus últimos minutos de vida le preguntaron quién lo había herido, respondió con la frase que quedó en la historia contada en el tango: el hombre para ser hombre no debe ser batidor. Dentro de esta versión algunos aportan precisiones, ubican la acción a principios del siglo XX, dicen que el hombre había llegado de Entre Ríos, que trabajaba en el frigorífico Anglo, de Avellaneda, y que frecuentaba dos boliches a cada lado del puente Alsina, “La Blanqueada”, en la Capital, y  “La chancha negra”, un bodegón milonguero, donde además se hacían riñas de gallo con fuertes apuestas, sito del lado de la Provincia, junto a donde está hpy el monumento al malevo.  
Otra versión vincula al tango con un vendedor de periódicos llamado Carlos Millán que tenía su parada en una esquina de Valentín Alsina muy valiosa tanto para la venta de diarios como para levantar jugadas de la quiniela clandestina. Millán era presionado por dos hermanos –algunos dicen que querían quedarse con la esquina y otros que se trataba de un asunto de polleras- amparados por algunos  políticos que una noche lo hicieron asesinar –en algunas versiones, Millán consiguió abatir a 4 atacantes antes de morir-. Sobre esta versión dice Walter Ercoli  que el diario La Defensa de Valentín Alsina, informó el 6 de enero de 1935, con el título Hechos graves que conmueven a la población que en los vecinos y amigos de Carlos Millán desmentían que el mismo, muerto en un recio tiroteo con la policía, no era un delincuente como decía la policía; pero, concluye, ese no podía ser el Tigre Millán de Canaro porque a esa fecha el tango ya había sido estrenado.

## El monumento
En la plazoleta ubicada en Valentín Alsina en la provincia de Buenos Aires, del lado derecho de la avenida Remedios de Escalada de San Martín -considerndo la dirección desde la ciudad de Buenos Aires hacia Lanús- del Puente Alsina, que cruza el  Riachuelo, uniendo el barrio de Nueva Pompeya con Valentín Alsina, estaba ubicado el Monumento al Malevo, también conocido como El malevo de fierro,  una obra de ocho metros de alto que recuerda a ese hombre retratado en El Tigre Millán que, según la mitología urbana, fue asesinado por la traición de una mujer, junto a otra denominada Tango de acero; las dos fueron realizadas por el escultor José Perera, un Madrileño nacido en 1948 que desde hace años vive en Valentín Alsina y que desde 1970 se dedica casi exclusivamente a la escultura, que trabajó mucho haciendo sus obras sobre chapa batida que modela en frío a martillazos y con soldadura autógena. El 29 de junio de 2018 los dos monumentos fueron retirados por la Municipalidad de Lanús con el propósito de ubicar el Tango de acero en la plazoleta del lado opuesto de la avenida y llevar el Monumento al Malevo a otro lugar de la zona este deldistrito que podría ser en el velódromo o en la rotonda de la calle 29 de setiembre, camino a la Universidad Nacional de Lanús.